# Zdeněk Šmíd
Zdeněk Šmíd, född 3 februari 1980 i Plzeň, är en tjeckisk före detta professionell ishockeymålvakt. Han har bl.a. spelat för HC Sparta Prag, Bili Tygri Liberec, Luleå HF och HPK i sin karriär, främst i början av 2000-talet.